# Rösjön, Halland
Rösjön är en sjö i Falkenbergs kommun i Halland och ingår i Ätrans huvudavrinningsområde. Sjöns area är 0,025 kvadratkilometer. 